# Hervé Alicarte
Hervé Alicarte (Perpinyà, 7 d'octubre de 1974) és un futbolista nord-català. Va jugar de lliure i de defensa entre mitjans de la dècada del 1990 i la dècada del 2000.
Format al Montpellier HSC, després va jugar al Girondins de Bordeaux amb qui va guanyar el Campionat francès de futbol en 1999. Després va jugar amb el Toulouse FC, amb l'AC Ajaccio i el Servette FC, per acabar la seva carrera al Nîmes Olympique.
Va ser campió del món militar el 1995 i compta dues seleccions en equip de França B. El seu germà petit, Bruno Alicarte, també és futbolista professional.

## Biografia
Hervé Alicarte es va iniciar al futbol al Canet Rosselló Football Club on només va jugar minuts i després va anar al FC Canet 66. Juntament amb el seu germà Bruno, va anar al centre de formació del Montpellier HSC. Va debutar en el primer equip en la 15a jornada del 1995 en el partit entre el MHSC i el Paris SG. Titular des de l'inici del partit disputat al Parc des Princes on va perdre tres a un, va ser substituït en el minut 75 per Christophe Sanchez. Esquerrà exclusiu, Roger Lemerre se'l va endur, junt amb el seu company d'equip Jean-Christophe Rouvière, a disputar en setembre de 1995, a Roma, la Copa Mundial Militar. Els francesos arribaren a la final, en la qual van guanyar a l'Iran per un gol a zero. Va esdevenir un element important del primer equip del MHSC en 1996 en la qual va jugar en el lloc de lliure o de lateral esquerre i després es va imposar com a titular de defensa central, al costat de Thierry Laurey, la temporada següent.
Fou transferit el 1998 al Girondins de Bordeaux on va formar l'eix central amb Niša Saveljić. El club bordelès acabà la temporada campió de França. Les seves bones actuacions al club obren les portes de l'equip de França B. El seleccionador Guy Stéphan el convoca per disputar le 19 de gener un partit contra Croàcia B i va entrar en joc al minut 76 del partit, en el qual van guanyar dos a zero, en substitució de Jérôme Bonnissel. Un mes més tard va jugar com a titular com a lateral esquerra contra Bèlgica B, on els francesos van guanyar per dos a un.
En acabar la temporada següent, les seves relacions amb l'entrenador Élie Baup es tornaren tumultuoses a causa que no jugà de titular a la semifinal de la copa de Françae contra el Calais RUFC. El retorn d'Alain Roche al club bordelès en 2000 li va fer perdre el seu lloc a l'equip i el desembre fou cedit al Toulouse FC qui aleshores era el 18è de la classificació. Va disputar nou partits amb aquest equip i a final de la temporada va baixar a Segona Divisió. De retorn al Girondins, només va disputar cinc partits del campionat, i en 2002 fou cedit a l'AC Ajaccio, que havia promocionat a primera divisió. Va disputar 22 partits amb l'equip cors, del que en fou el capità.
Després d'una nova temporada com a suplent al Girondins, Hervé Alicarte disputà nous partits abans d'unir-se el 2004 al club suís Servette FC presidit per Marc Roger. El club suís va entrar en fallida el febrer de 2005 i Hervé Alicarte va retornar al seu club formador, el Montpellier HSC, qui li va donar la benvinguda com a entrenador. Després d'un any sense club, es va unir en gener de 2006 amb el Nîmes Olympique aleshores al Championnat National. Després de dues temporades al club nimenc va posar fi a la seva carrera professional en 2007.
Aleshores va retornar al seu primer club, el Canet Rosselló Football Club, club de la divisió d'honor del Llenguadoc-Rosselló del que n'esdevingué jugador-entrenador l'octubre de 2008. Va ocupar aquest lloc fins a començaments de 2010.

## Palmarès
- campió de França en 1999 amb el Girondins de Bordeaux.
- Finalista del trophée des champions en 1999 amb el Girondins de Bordeaux.
- Campió del món militar el 1995 amb l'equip militar de França.
- Dues seleccions amb França B el 1999.